# Kronflorskinn
Kronflorskinn (Botryobasidium subcoronatum) är en svampart som först beskrevs av Höhn. & Litsch., och fick sitt nu gällande namn av Donk 1931. Kronflorskinn ingår i släktet Botryobasidium och familjen Botryobasidiaceae.  Arten är reproducerande i Sverige. Inga underarter finns listade i Catalogue of Life.

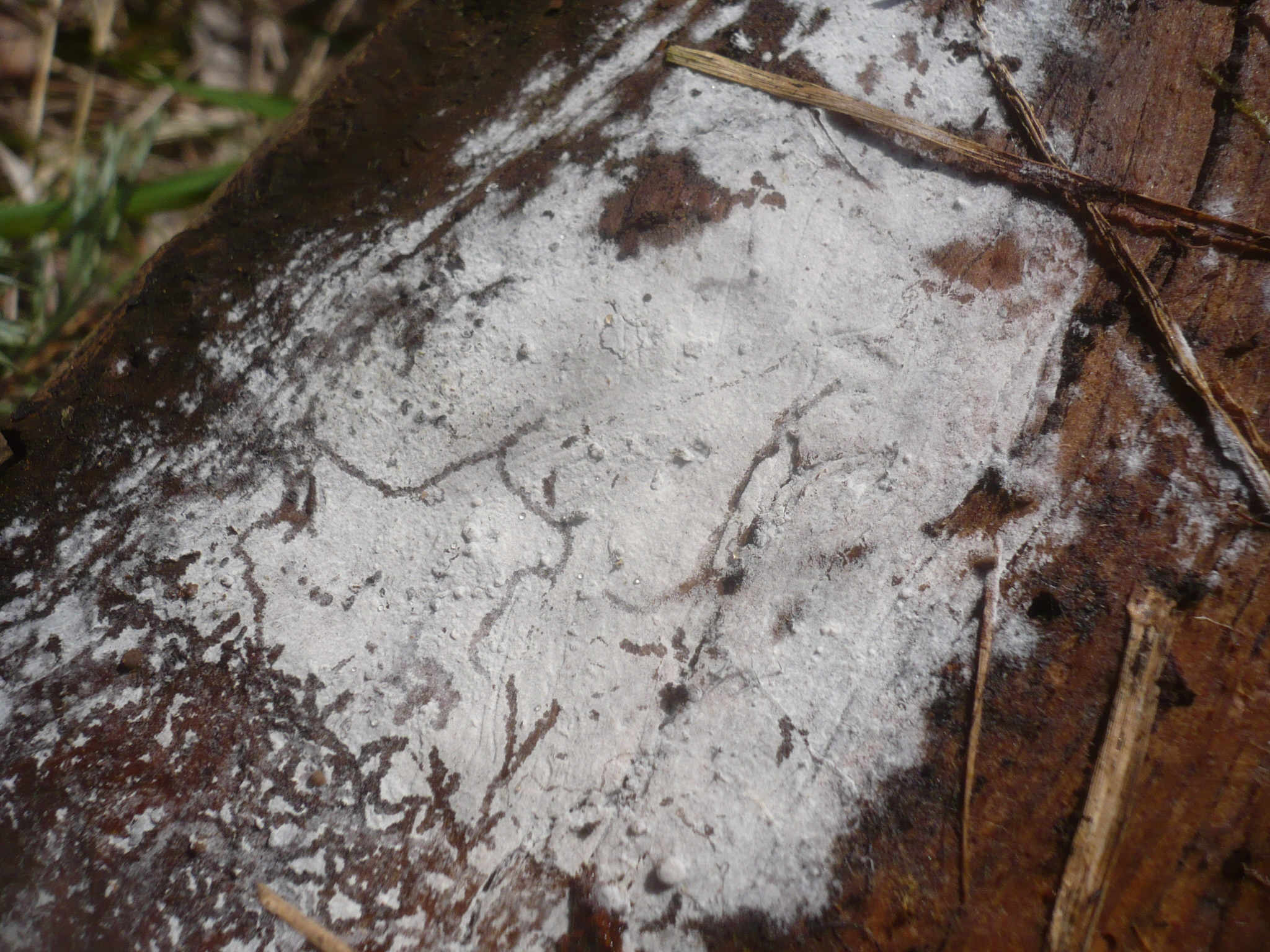